# Serie numismática Riqueza y orgullo del Perú
Las monedas de la serie Riqueza y orgullo del Perú fueron emitidas por el Banco Central de Reserva del Perú con el fin de promover la cultura numismática y difundir el patrimonio cultural del Perú. Todas las monedas de la serie tienen la denominación de un sol y son de curso legal en todo el país. Cada moneda representa un departamento del Perú, mostrando algún atractivo turístico de la localidad.
Las monedas de la serie están fabricadas en alpaca y presentan el canto estriado. Su peso es 7,32 g y tienen un diámetro de 25,5 mm.

## Premiosinternacionales
1 sol
En octubre de 2013, la moneda alusiva al Templo inca de Huaytará obtuvo el Premio NexoNum 2014 como mejor «Moneda de Curso Legal», otorgado por la Real Casa de la Moneda de España. Otras monedas peruanas también fueron premiadas por NexoNum, como la alusiva a la Catedral de Lima en 2015, y la alusiva a la cerámica Shipibo Konibo de Ucayali, que recibió el galardón de mejor «Moneda de Curso Legal del año 2016».

## Monedas de la serie
| Orden | Anverso | Reverso | Imagen | Emisión                  | Motivo                       | Departamento  | Ref.   |
| ----- | ------- | ------- | ------ | ------------------------ | ---------------------------- | ------------- | ------ |
| 1°    |         |         |        | 24 de marzo de 2010      | Tumi de Oro                  | Lambayeque    | [ 5 ]  |
| 2°    |         |         |        | 22 de julio de 2010      | Sarcófagos de Karajía        | Amazonas      | [ 6 ]  |
| 3°    |         |         |        | 24 de noviembre de 2010  | Estela de Raimondi           | Áncash        | [ 7 ]  |
| 4°    |         |         |        | 23 de febrero de 2011    | Chullpas de Sillustani       | Puno          | [ 8 ]  |
| 5°    |         |         |        | 20 de mayo de 2011       | Monasterio de Santa Catalina | Arequipa      | [ 9 ]  |
| 6°    |         |         |        | 15 de julio de 2011      | Machu Picchu                 | Cuzco         | [ 10 ] |
| 7°    |         |         |        | 23 de noviembre de 2011  | Gran Pajatén                 | San Martín    | [ 11 ] |
| 8°    |         |         |        | 21 de marzo de 2012      | Piedra de Saywite            | Apurímac      | [ 12 ] |
| 9°    |         |         |        | 3 de julio de 2012       | Fortaleza del Real Felipe    | Callao        | [ 13 ] |
| 10°   |         |         |        | 3 de octubre de 2012     | Templo del Sol, Vilcashuamán | Ayacucho      | [ 14 ] |
| 11°   |         |         |        | 5 de diciembre de 2012   | Kuntur Wasi                  | Cajamarca     | [ 15 ] |
| 12°   |         |         |        | 20 de marzo de 2013      | Templo Inca Huaytará         | Huancavelica  | [ 16 ] |
| 13°   |         |         |        | 22 de mayo de 2013       | Templo de Kotosh             | Huánuco       | [ 17 ] |
| 14°   |         |         |        | 12 de septiembre de 2013 | Arte Textil Paracas          | Ica           | [ 18 ] |
| 15°   |         |         |        | 26 de noviembre de 2013  | Tunanmarca                   | Junín         | [ 19 ] |
| 16°   |         |         |        | 2 de abril de 2014       | Ciudad Sagrada de Caral      | Lima          | [ 20 ] |
| 17°   |         |         |        | 6 de agosto de 2014      | Huaca de la Luna             | La Libertad   | [ 21 ] |
| 18°   |         |         |        | 16 de diciembre de 2014  | Antiguo Hotel Palace         | Loreto        | [ 22 ] |
| 19°   |         |         |        | 22 de enero de 2014      | Catedral de Lima             | Lima          | [ 23 ] |
| 20°   |         |         |        | 25 de marzo de 2015      | Petroglifos de Pusharo       | Madre de Dios | [ 24 ] |
| 21°   |         |         |        | 17 de junio de 2015      | Arquitectura Moqueguana      | Moquegua      | [ 25 ] |
| 22°   |         |         |        | 4 de noviembre de 2015   | Huarautambo                  | Pasco         | [ 26 ] |
| 23°   |         |         |        | 21 de diciembre de 2015  | Cerámica Vicús               | Piura         | [ 27 ] |
| 24°   |         |         |        | 6 de abril de 2016       | Cabeza de Vaca               | Tumbes        | [ 28 ] |
| 25°   |         |         |        | 14 de julio de 2016      | Cerámica Shipibo-Konibo      | Ucayali       | [ 29 ] |
| 26°   |         |         |        | 29 de septiembre de 2016 | Arco Parabólico de Tacna     | Tacna         | [ 30 ] |